# Racșa, Satu Mare
Racșa (maghiară Ráksa) este satul de reședință al comunei cu același nume din județul Satu Mare, Transilvania, România. Se află în partea de nord-est a județului, în Depresiunea Oaș.

## Istorie
Numele așezării, Rákos în maghiară, a apărut pentru prima dată în secolul al XV-lea, într-un document din 1493. Racșa a aparținut mai întâi familiei Mórocz din Meggyesalja, ulterior a devenit proprietatea familiei Báthory. Din 1592 până în 1696, împreună cu domeniul Seinului, a aparținut cetății Satu Mare.
În secolul al XVIII-lea a avut mai mulți proprietari, de la sfârșitul secolului până la mijlocul secolului al XIX-lea contele Teleki, contele Kornis, baronul Vécsey, baronul Wesselényi, baronul Huszár, Becsky, Geötz, Darvay, Szirmay, Korda, Szerdahelyi, Peley.

## Sursă
- Comitate și orașe din Ungaria: O monografie a Ungariei. O enciclopedie istorică, geografică, artistică, etnografică, militară și naturală, a condițiilor publice culturale și economice ale țărilor Coroanei Ungare. Ed. Samov Borovszky. Budapesta: Societatea Națională de Monografie. 1908